# Ronnie Bell
Ronnie Bell (Kansas City, 28 gennaio 2000) è un giocatore di football americano statunitense che milita nel ruolo di wide receiver per i San Francisco 49ers della National Football League (NFL).

## Carriera

### San Francisco 49ers
Bell al college giocò a football a Michigan, venendo inserito nella terza formazione ideale della Big Ten Conference nell'ultima stagione. Fu scelto nel corso del settimo giro (253º assoluto) nel Draft NFL 2023 dai San Francisco 49ers. Debuttò come professionista subentrando nella gara del primo turno contro i Pittsburgh Steelers. Due settimane dopo ricevette il suo primo touchdown dal quarterback Brock Purdy nella vittoria sui New York Giants. La sua prima stagione si chiuse con 6 ricezioni per 68 yard e 3 touchdown disputando tutte le 17 partite, nessuna delle quali come titolare.

## Palmarès
- National Football Conference Championship: 1

San Francisco 49ers: 2023